# مدرسة رفح الابتدائية كو-إد بي
مدرسة رفح الابتدائية هي إحدى المدارس التابعة لوكالة الأمم المتحدة لإغاثة وتشغيل اللاجئين الفلسطينيين (أونروا) في قطاع غزة. تقع المدرسة في مدينة رفح على مسافة 800 متراً من الحدود مع إسرائيل وتعرضت لإطلاق النار من قبل القوات الإسرائيلية مرة واحدة على الأقل حيث توفت تلميذة كانت تبلغ من العمر 10 سنوات في يناير 2005.

## المرجع
1. 1 2  
"مقتل طالبة فلسطينية بإحدى المدارس التابعة للأونروا بقطاع غزة". ألأمم المتحدة. 31 يناير 2005. مؤرشف من الأصل في 2005-05-20. اطلع عليه بتاريخ 2012-08-28.